# Asteroids (videohra)
Asteroids je vícesměrová arkádová střílečka s vesmírnou tematikou, kterou navrhli Lyle Rains a Ed Logg. Vydaná byla listopadu 1979 společností Atari, Inc. Hráč ovládá jedinou vesmírnou loď v poli asteroidů, které je pravidelně projížděno létajícími talíři. Cílem hry je střílet a ničit asteroidy a talíře, aniž by došlo ke střetu s některým z nich, nebo aby vás zasáhla protipalba talířů. S rostoucím počtem asteroidů se hra stává těžší.
Asteroids byl jedním z prvních velkých hitů zlatého věku arkádových her; tato hra prodala přes 70 000 arkádových skříní a ukázala se jak oblíbená u hráčů, tak vlivná u vývojářů. V 80. letech byl přenesen do domácích systémů Atari a verze Atari VCS se prodalo přes tři miliony kopií. Tato hra byla široce napodobována a přímo ovlivnila Defender, Gravitar a mnoho dalších videoher.